# Central Coast Mariners Football Club 2018-2019
Questa voce raccoglie le informazioni riguardanti il Central Coast Mariners Football Club nelle competizioni ufficiali della stagione 2018-2019

## Rosa
| N. |                          | Ruolo | Calciatore          |
| -- | ------------------------ | ----- | ------------------- |
| 1  | Australia (bandiera)     | P     | Ben Kennedy         |
| 2  | Nuova Zelanda (bandiera) | D     | Storm Roux          |
| 3  | Australia (bandiera)     | D     | Jack Clisby         |
| 5  | Australia (bandiera)     | D     | Antony Golec        |
| 6  | Paesi Bassi (bandiera)   | C     | Tom Hiariej         |
| 7  | Australia (bandiera)     | A     | Andrew Hoole        |
| 8  | Australia (bandiera)     | C     | Blake Powell        |
| 9  | Spagna (bandiera)        | C     | Asdrúbal Hernández  |
| 10 | Australia (bandiera)     | C     | Daniel De Silva     |
| 11 | Australia (bandiera)     | C     | Connor Pain         |
| 12 | Australia (bandiera)     | A     | Trent Buhagiar      |
| 13 | Australia (bandiera)     | A     | Kwabena Appiah-Kubi |

| N. |                        | Ruolo | Calciatore           |
| -- | ---------------------- | ----- | -------------------- |
| 14 | Australia (bandiera)   | C     | Adam Berry           |
| 15 | Spagna (bandiera)      | D     | Alan Baró (capitano) |
| 16 | Australia (bandiera)   | D     | Liam Rose            |
| 18 | Australia (bandiera)   | P     | Tom Glover           |
| 19 | Australia (bandiera)   | D     | Harry Ascroft        |
| 21 | Australia (bandiera)   | D     | Kye Rowles           |
| 22 | Australia (bandiera)   | D     | Jake McGing          |
| 23 | Paesi Bassi (bandiera) | C     | Wout Brama           |
| 25 | Australia (bandiera)   | C     | Ryan Peterson        |
| 28 | Australia (bandiera)   | A     | Matthew Fletcher     |
| 30 | Australia (bandiera)   | P     | Adam Pearce          |
| 32 | Australia (bandiera)   | D     | Jonathan Aspro       |